# Amadou Salifou

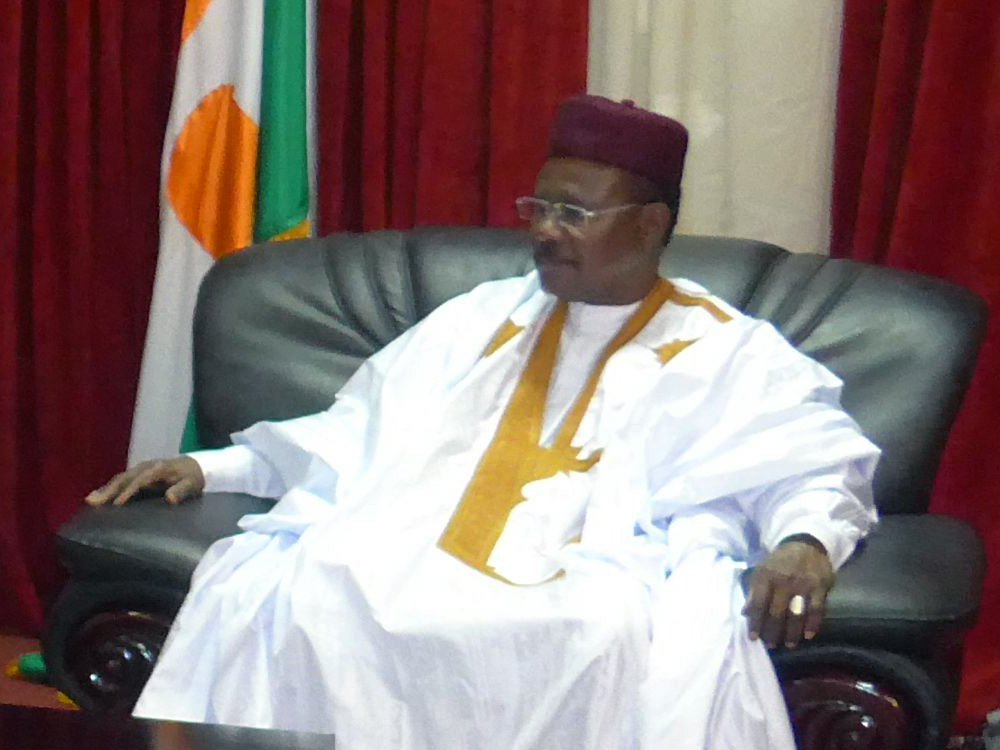
Amadou Salifou (2015)

Amadou Salifou (* 1945 oder 1946) ist ein nigrischer Politiker.

## Leben
Amadou Salifou gehört der Volksgruppe der Zarma an. Er stammt aus Goudel, einem Stadtviertel der Hauptstadt Niamey. Salifou war im Bank- und Versicherungswesen tätig.
Er war jahrelang Parteimitglied der Nationalen Bewegung der Entwicklungsgesellschaft (MNSD-Nassara) und leitete die Parteisektion von Niamey. Für den MNSD-Nassara wurde er dreimal als Abgeordneter in die Nationalversammlung gewählt. Von 1995 bis 1996 wirkte Salifou als Bürgermeister (préfet-président) von Niamey. Er stand ab 2001 an der Spitze des Gemeindeverbunds Niamey und verlor dieses Amt 2002 wegen schlechter Amtsführung. Ihm war es nicht gelungen, die Versorgung des Rathauses mit Elektrizität und Fließwasser sicherzustellen.
Nach dem Sturz von Staatspräsident Mamadou Tandja vom MNSD-Nassara im Jahr 2010 und der Wahl Mahamadou Issoufous von der Nigrischen Partei für Demokratie und Sozialismus (PNDS-Tarayya) zum neuen Staatspräsidenten im darauffolgenden Jahr ging der MNSD-Nassara in Opposition, mit ihm Amadou Salifou als Parlamentsabgeordneter. Staatspräsident Issoufou unterbreitete im August 2013 prominenten Mitgliedern des MNSD-Nassara ein Angebot zur Regierungsbeteiligung und erreichte mit diesem Schachzug eine Spaltung der Partei. So wurde etwa der MNSD-Nassara-Generalsekretär Albadé Abouda Minister in Issoufous Regierung, während der MNSD-Nassara-Parteivorsitzende Seini Oumarou in Opposition blieb. Amadou Salifou schloss sich gemeinsam mit weiteren MNSD-Nassara-Abgeordneten Staatspräsident Issoufou an. Am 29. März 2014 wurde er deshalb zusammen mit acht weiteren Abgeordneten aus der Fraktion des MNSD-Nassara ausgeschlossen. Als nunmehr unabhängigem Abgeordneten war ihm in der laufenden Periode der Anschluss an eine andere Parlamentsfraktion untersagt.
Der nigrische Parlamentspräsident Hama Amadou von der Nigrischen Demokratischen Bewegung für eine Afrikanische Föderation (MODEN-FA Lumana Africa), ein Gegner von Staatspräsident Issoufou, flüchtete Ende August 2014 ins Ausland, als ihm die Komplizenschaft in einer Kinderhandel-Affäre vorgeworfen wurde. Amadou Salifou galt als Favorit des Staatspräsidenten für Hama Amadous Nachfolge. Im zweiten Anlauf, nachdem der Verfassungsgerichtshof das Amt für vakant erklärt hatte, wählten die Abgeordneten Salifou am 24. November 2014 mehrheitlich zum Präsidenten der Nationalversammlung.
Vor den Parlamentswahlen am 21. Februar 2016 schloss sich Salifou der MNSD-Nassara-Abspaltung Patriotische Bewegung für die Republik (MPR-Jamhuriya) an. Er wurde Vorsitzender der Parteisektion von Niamey. Bei den Parlamentswahlen verfehlte er jedoch den Wiedereinzug in die Nationalversammlung. Sein Nachfolger als Parlamentspräsident wurde am 25. März 2016 Ousséini Tinni. Salifou verließ die Partei MPR-Jamhuriya, um Parteivorsitzender des Bündnisses der Bürger für die Republik (RCPR-As-Salam) zu werden, dessen Gründungsparteitag am 23. Februar 2020 stattfand.